# Марійський державний університет
Марійський державний університет (рос. Марийский государственный университет) — класичний заклад вищої освіти в російській Йошкар-Олі, заснований у 1972 році.
Член Асоціації класичних університетів Росії.

## Історія
Заснований у 1972 році. У 2008 році до складу університету ввійшов утворений в 1931 році Марійський державний педагогічний інститут імені Н. К. Крупської. З 2010 року на базі університету функціонує Марійський аграрний коледж. Університет веде підготовку у п'яти інститутах і на дев'яти факультетах. У квітні 2017 року став одним з регіональних опорних університетів.
Університет має свідоцтво про державну акредитацію від 10 травня 2016 року і ліцензію на здійснення освітньої діяльності від 29 січня 2016 року, видані Федеральною службою з нагляду в сфері освіти і науки..
За рекомендацією Міністерства освіти і науки Республіки Марій Ел Марійський державний університет включений до Національного реєстру «Провідні наукові організації Росії» (2016).

## Структура

### Факультети
- Іноземних мов
- Історико-філологічний
- Психолого-педагогічний
- Загальної та професійної освіти
- Фізико-математичний
- Фізичної культури, спорту і туризму
- Електроенергетичний
- Юридичний
- Медичний

### Інститути
- Аграрно-технологічний
- Природничих наук та фармації
- Національної культури і міжкультурної комунікації
- Економіки, управління і фінансів
- Педагогічний

### Центри
- Профорієнтаційної діяльності та працевлаштування
- Професійної підготовки працівників транспорту «Пілот-У»
- Редакційно-видавничий
- Навчально-науковий археологічно-етнологічний
- Відкритої освіти
- Інформаційно-обчислювальний
- Колективного користування

### Лабораторії
- «Марійська школа»
- Гендерних досліджень
- Аналітичної філології

### Музеї
- Археологічний
- Зоологічний
- Історії університету
- Пошукового загону «Воскресіння»
- Спортивної слави.